# 28402 Matthewkim
28402 Matthewkim è un asteroide della fascia principale. Scoperto nel 1999, presenta un'orbita caratterizzata da un semiasse maggiore pari a 2,2947445 UA e da un'eccentricità di 0,0982499, inclinata di 6,32351° rispetto all'eclittica.